# 大原秉秀
大原 秉秀（おおはら へいしゅう、本名：姜 秉秀（カン・ビョンス）、ハングル：강병수、1984年4月16日 - ）は、元プロ野球選手（内野手）。大阪府出身で在日韓国人でもある。

## 経歴

### アマチュア時代
小学校3年生の時に投手、捕手などで野球を始める。中学校時代は東大阪南フリッパーズに所属し遊撃手、投手を務めた。少年野球とは別で松田清の野球塾で才能が開花し、福知山成美高校では1年春から三塁手でレギュラー、1年秋から遊撃手に転向。高校通算で4割超の打率を誇り、33本塁打を放つも、3年時の夏は準決勝で東山高校に敗退し、甲子園出場など表舞台に立つことは出来なかった。同級生に大阪近鉄バファローズ6巡目指名の横山徹也がいる。
2002年にその恵まれた体格から大型内野手として「池山二世」と呼ばれドラフト5巡目でヤクルトに指名され入団。

### NPB・KBO時代
2003年
ルーキーながら二軍の遊撃手のレギュラーを任せられるが、夏場に体調を崩し、一年間通して出場する事は出来なかったが、大型内野手としての才能を発揮。
2004年
飛躍が期待されたが、左翼手の選手と衝突し右頬骨を骨折するなど前年よりも数字を落としてしまった。
2005年
二軍で86試合に出場するなど一年を通して働いたが、打率.235、2本塁打、54三振と対応に苦慮する事になった。
2006年
初めて一軍のオープン戦に出場したが、1試合目に無安打で結果が残せなかった。だが、二軍で好成績を残し宮本慎也の故障などもあって、内野が手薄になった事から、6月にプロ4年目にして待望の一軍初昇格を果たした。6月13日の交流戦、対日ハム戦で遊撃手として一軍昇格後すぐに初出場初先発すると、先発のダルビッシュ有から初打席初安打を放ち、幸先よく2安打1盗塁を記録。翌日にはレフトへの犠牲フライで初打点も記録。その後はしばらく一軍で過ごす事になったが、一軍定着にはいたらなかった。
2007年
岩村明憲の移籍で三塁手のレギュラーが空位になったこともあり、昨年に続き一軍のオープン戦にも出場。しかし安打を記録する事が出来ず、開幕は二軍で迎える事になった。6月に選手兼任監督の古田敦也の登録抹消に伴って一軍登録され、三塁手で先発出場し、しばらく一軍で過ごす事になったがその後登録抹消された。しかし二軍では打率.320で自身初の3割を記録するなど、徐々に成長を見せている。
2008年
一軍未出場に終わり、二軍でも遊撃と三塁のポジションで安定した守備を見せたものの打率.204と不振。10月7日に戦力外通告を受け退団。現役続行を希望し12球団合同トライアウトに参加する。本人が日本球界での現役続行を希望する一方で、韓国プロ野球・LGツインズから入団のオファーを受けた。だが契約に至らず、日本の球団から声がかからなかったこともあり、12月韓国・ハンファ・イーグルスの入団テストを受け合格し、正式契約に至った。
2009年
開幕は二軍で迎え、5月に一軍へ昇格したが、代打や途中からの守備交代での出場ですぐに二軍へ降格。6月に再昇格し、6月5日のSK戦でハンファ移籍後初となる先発出場（8番セカンド）を果たしたが、途中交代となり、しばらくしてまた二軍へ降格した。9月に一軍昇格したものの、途中出場のみで先発出場は1試合もなくチャンスが少なかった。シーズン通して一軍では16試合に出場。二軍では69試合に出場、打率.319と結果を残したが、この年限りでハンファを自由契約となった。

### 指導者への転向後
2011年12月23日、女子プロ野球コンベンションにて、兵庫スイングスマイリーズのコーチに就任することが発表された。
2013年は女子プロ野球全体のチーム再編に伴い、新チームのサウスディオーネのコーチに就任。
2015年よりリーグ所属のノッカーとし、全チームの守備力向上に努める。
2016年より京都フローラのヘッドコーチに就任。
2017年開幕四試合終了後、育成球団のレイアへ移籍。レイアのヘッドコーチに就任。2019年まで務めた。
2021年7月29日に学生野球資格を回復した。

## 詳細情報

### 年度別打撃成績
| 年 度    | 球 団    | 試 合 | 打 席 | 打 数 | 得 点 | 安 打 | 二 塁 打 | 三 塁 打 | 本 塁 打 | 塁 打 | 打 点 | 盗 塁 | 盗 塁 死 | 犠 打 | 犠 飛 | 四 球 | 敬 遠 | 死 球 | 三 振 | 併 殺 打 | 打 率 | 出 塁 率 | 長 打 率 | O P S |
| -------- | -------- | ----- | ----- | ----- | ----- | ----- | -------- | -------- | -------- | ----- | ----- | ----- | -------- | ----- | ----- | ----- | ----- | ----- | ----- | -------- | ----- | -------- | -------- | ----- |
| 2006     | ヤクルト | 13    | 35    | 31    | 4     | 7     | 3        | 0        | 0        | 10    | 1     | 1     | 0        | 1     | 1     | 2     | 0     | 0     | 8     | 0        | .226  | .265     | .323     | .587  |
| 2007     | ヤクルト | 6     | 9     | 8     | 1     | 2     | 0        | 0        | 0        | 2     | 0     | 0     | 0        | 0     | 0     | 1     | 0     | 0     | 3     | 0        | .250  | .333     | .250     | .583  |
| 2009     | ハンファ | 16    | 13    | 11    | 3     | 0     | 0        | 0        | 0        | 0     | 0     | 0     | 0        | 0     | 0     | 2     | 0     | 0     | 7     | 0        | .000  | .154     | .000     | .154  |
| NPB：2年 | NPB：2年 | 19    | 44    | 39    | 5     | 9     | 3        | 0        | 0        | 12    | 1     | 1     | 0        | 1     | 1     | 3     | 0     | 0     | 11    | 0        | .231  | .279     | .308     | .587  |
| KBO：1年 | KBO：1年 | 16    | 13    | 11    | 3     | 0     | 0        | 0        | 0        | 0     | 0     | 0     | 0        | 0     | 0     | 2     | 0     | 0     | 7     | 0        | .000  | .154     | .000     | .154  |

### 年度別守備成績
| 年 度 | 球 団    | 三塁  | 三塁  | 三塁  | 三塁  | 三塁  | 三塁     | 遊撃  | 遊撃  | 遊撃  | 遊撃  | 遊撃  | 遊撃     |
| 年 度 | 球 団    | 試 合 | 刺 殺 | 補 殺 | 失 策 | 併 殺 | 守 備 率 | 試 合 | 刺 殺 | 補 殺 | 失 策 | 併 殺 | 守 備 率 |
| ----- | -------- | ----- | ----- | ----- | ----- | ----- | -------- | ----- | ----- | ----- | ----- | ----- | -------- |
| 2006  | ヤクルト | -     | -     | -     | -     | -     | -        | 13    | 10    | 33    | 2     | 9     | .956     |
| 2007  | ヤクルト | 4     | 1     | 5     | 0     | 0     | 1.000    | 1     | 0     | 1     | 0     | 0     | 1.000    |
| 通算  | 通算     | 4     | 1     | 5     | 0     | 0     | 1.000    | 14    | 10    | 34    | 2     | 9     | .957     |

### 記録
NPB
- 初出場・初先発出場：2006年6月13日、対北海道日本ハムファイターズ4回戦（明治神宮野球場）、7番・遊撃手として先発出場
- 初打席・初安打：同上、2回裏にダルビッシュ有から中前安打
- 初盗塁：同上、4回裏に二盗（投手：ダルビッシュ有、捕手：鶴岡慎也）
- 初打点：2006年6月14日、対北海道日本ハムファイターズ5回戦（明治神宮野球場）、2回裏に鎌倉健から左犠飛

### 背番号
- 40（2003年 - 2008年）
- 20（2009年）
- 99（2012年)
- なし（2013年、2019年)
- 51（2016年 - 2017年途中、2018年)
- 52（2017年途中 - 同年終了)

### 登録名
- 大原 秉秀 （おおはら へいしゅう、2003年 - 2008年）
- 姜 秉秀 （カン・ビョンス、강병수、2009年）